# Ullensaker/Kisa IL
Dernière mise à jour : 5 décembre 2024.
Le Ullensaker/Kisa IL, est un club norvégien de football fondé en 1894 et basé dans la ville de Jessheim en Norvège.

## Histoire
L'Ullensaker/Kisa IL accède pour la première fois à la 1. divisjon (D2) en 2012.
En novembre 2021, Ullensaker/Kisa IL est officiellement relégué en 2. Divisjon, après avoir passé six saisons en deuxième division.
Dès la saison suivante, l'Ullensaker/Kisa IL est proche d'un retour en deuxième division en terminant à la deuxième place de sa ligue mais doit affronter l'Arendal Fotball (en) en match de barrage. Si l'équipe s'impose au match aller (0-1), elle est défaite au retour (0-3) et ne peut donc pas accéder à l'échelon supérieur.